# Ōsumi-Inseln
Die Ōsumi-Inseln (japanisch 大隅諸島, Ōsumi-shotō) sind eine japanische Inselgruppe der Ryūkyū-Inseln (bzw. der Nansei-Inseln, welche seit 1970 als separate politische Region existieren). Der zur Präfektur Kagoshima gehörende Archipel liegt etwa 60 km von Kyūshū entfernt. Der höchste Punkt der Ōsumi-Inseln, der Miyanoura-dake, liegt 1.935 m über dem Meeresspiegel. Die Gruppe ist größtenteils vulkanischen Ursprungs und weist subtropisches Klima auf.
Der Archipel besteht im Wesentlichen aus den drei Hauptinseln Tanegashima, Yakushima und Kuchinoerabujima sowie den kleineren Inseln Mageshima, Kuroshima, Iōjima und Takeshima.
Die Gemeinden der Inseln sind Nishinoomote, Nakatane, Minamitane, Yakushima und Mishima. Auf den Inseln leben 39.791 Menschen, von denen allein 14.694 in Nishinoomote wohnen (jeweils Stand 1. März 2021). Auf Tanegashima gibt es einen Flughafen mit regelmäßigen Fluglinien zum Festland und mehrere Fährverbindungen.

## Geschichte
Die erste Erwähnung der Inseln findet sich im Nihon Shoki (720), wo für das Jahr 616 Yakushima und für das Jahr 677 Tanegashima genannt wird. Das Shoku Nihongi (797) schreibt, dass beide Inseln als Provinz Tane im Jahr 702 in den japanischen Staat eingegliedert wurden.
1543 landete auf Tanegashima ein chinesisches Schiff mit portugiesischen Kaufleuten. Dies war der erste Kontakt zwischen Japanern und Europäern. Die portugiesischen Kaufleute brachten unter ihrem Anführer Fernão Mendes Pinto neben für die Japaner unbekannten Produkten wie Seife oder Tabak auch die ersten Feuerwaffen, das später so genannte Tanegashima-Gewehr, auf die japanischen Inseln.
Im Zweiten Weltkrieg wurden die Inseln von den Amerikanern im Frühling 1945 erobert und 1953 wieder an Japan übergeben.
1969 wurde das Tanegashima Space Center am südlichen Ende von Tanegashima eröffnet.